# Guilhem Figueira
Guilhem Figueira (fl....1215-1240...) fou un trobador occità. Se'n conserven dotze composicions.

## Vida
No es conserven referències a aquest personatge en documents d'arxiu. La vida va ser escrita per algú molt hostil a aquest trobador (mout se fez grazir als arlotz et als putans et als hostes et als taverniers = "es feu molt agradable als homes de mala vida, als truans, als hostalers i taverners"). I ens dona unes indicacions que poden ser certes: que era de Tolosa, fill d'un sastre i ell mateix sastre. I, el que sí que és cert és que quan els francesos prengueren Tolosa, se n'anà a Llombardia. Els darrers anys de la seva producció poètica, de 1230 fins a la darrera peça datable el 1240, els passà a la cort de Federic II.
La peça més coneguda és D'un sirventes far en est son que m'agensa (217,2), un violent i llarg (23 estrofes; 160 versos) sirventès contra l'església de Roma amb motiu de la croada contra els albigesos. El sirventès fou escrit cap a 1229, a Tolosa, i utilitza la música i rima d'un himne marià, cosa que n'hauria facilitat l'aprenentatge i la difusió entre el públic. El sirventès fou respost per la trobairitz Gormonda de Monpeslier.

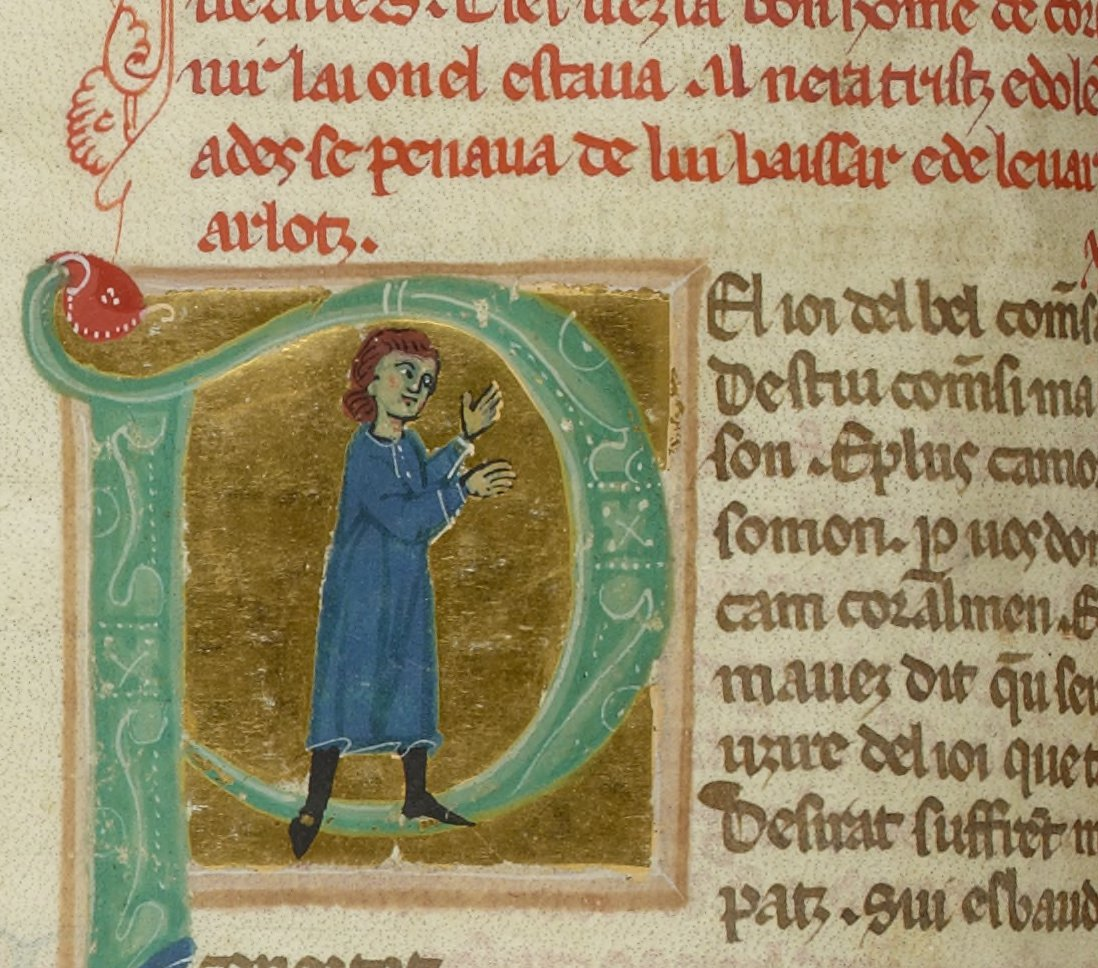
BnF ms. 854 fol. 109v; cançoner I

## Obra
Es conserven un total de dotze composicions de Guilhem Figueira. Només dues són cançons mentre que la majoria són sirventesos, dues cançons de croada i peces de debat.

### Sirventesos
- (217,2)[3] D'un sirventes far en est son que m'agenssa
- (217,4) Ja de far nou sirventes
- (217,4a) Ja de far un sirventes
- (217,5) No ·m laissarai per paor
- (217,8) Un nou sirventes ai en cor que trameta

### Cançons de creuada
- (217,1) Del preveire major
- (217,7) Totz hom qui ben comensa e ben fenis

### Coblas
- (10,9 = 217,1a) Anc tan bel colp de joncada (cobla amb resposta d'Aimeric de Peguilhan; vegeu també Paves)
- (10, 13 = 217,1b) Bertram d'Aurel, se moria (cobla amb resposta d'Aimeric de Peguilhan)

### Cançons
- (217,4b) Ja non agr' obs qe mei oill trichador
- (217,6) Pel joi del belh comensamen

### Tensó
- (10,36 = 217,4c) N' Aimeric, que us par del pro Bertram d'Aurel (amb Aimeric de Peguilhan)

### Edició
- Emil Levy, Guilhem Figueira, ein provenzalischer Troubadour, Berlín, 1880

### Repertoris
- Guido Favati (editor), Le biografie trovadoriche, testi provenzali dei secc. XIII e XIV, Bologna, Palmaverde, 1961, pàg. 334
- Martí de Riquer, Vidas y retratos de trovadores. Textos y miniaturas del siglo XIII, Barcelona, Círculo de Lectores, 1995 p. 228-230 [Reproducció de la vida, amb traducció a l'espanyol, i miniatures dels cançoners I i K]
- Alfred Pillet / Henry Carstens, Bibliographie der Troubadours von Dr. Alfred Pillet […] ergänzt, weitergeführt und herausgegeben von Dr. Henry Carstens. Halle : Niemeyer, 1933 [Guilhem Figueira és el número PC 217]